# Ama Kanchana
Kathira Arachchige Dona Ama Kanchana (* 7. April 1994 in Negombo, Sri Lanka) ist eine sri-lankische Cricketspielerin, die seit 2013 für die sri-lankische Nationalmannschaft spielt.

## Aktive Karriere
Ihr Debüt für die Nationalmannschaft gab sie beim zweiten WTwenty20 bei der Tour gegen die West Indies im März 2013. Ihr Debüt im WODI-Cricket absolvierte sie bei der Tour gegen Südafrika im Oktober 2014 und konnte dabei in ihrem dritten Spiel 3 Wickets für 26 Runs erzielen. Im November 2015 bei der Tour in Neuseeland erreichte sie 3 Wicket für 22 Runs in der WTwenty20-Serie. Beim ICC Women’s World Twenty20 2016 konnte sie nicht herausstechen. Bei der Tour der englischen Mannschaft in Sri Lanka im November 2016 erreichte sie im zweiten WODI 3 Wickets für 49 Runs. Ihre beste Leistung beim Women’s Cricket World Cup 2017 waren 34* Runs bei der Vorrunden-Niederlage gegen Gastgeber England. Beim ICC Women’s World Twenty20 2018 absolvierte sie nur ein Spiel und beim ICC Women’s T20 World Cup 2020 zwei weitere, konnte jedoch bei all diesen nicht herausstechen. Beim ersten WODI der Tour gegen Indien verpasste sie mit ungeschlagenen 47* Runs nur knapp ihr erstes Fifty. Als Teil des sri-lankischen Teams bei den Commonwealth Games 2022 und dem ICC Women’s T20 World Cup 2023 konnte sie jeweils nicht herausstechen.